# Gmina Douglas (hrabstwo Bremer)

Położenie Gminy Douglas w hrabstwie Bremer

Gmina Douglas (ang. Douglas Township) – gmina w USA, w stanie Iowa, w hrabstwie Bremer. Według danych z 2000 roku gmina miała 405 mieszkańców. 